# Livingston Parish
Das Livingston Parish (französisch Paroisse de Livingston) ist ein Parish im Bundesstaat Louisiana der Vereinigten Staaten. Bei der Volkszählung im Jahr 2020 hatte das Parish 142.282 Einwohner und eine Bevölkerungsdichte von 84,8 Einwohnern pro Quadratkilometer. Der Verwaltungssitz (Parish Seat) ist Livingston.
Das Livingston Parish ist Bestandteil der Metropolregion um die Stadt Baton Rouge.

## Geographie
Das Parish liegt im Südosten von Louisiana, ist im Norden etwa 35 km von Mississippi entfernt und hat eine Fläche von 1820 Quadratkilometern, wovon 142 Quadratkilometer Wasserfläche sind. Es grenzt an folgende Parishes:
|                         | St. Helena Parish |                             |
| East Baton Rouge Parish |                   | Tangipahoa Parish           |
| Ascension Parish        |                   | St. John the Baptist Parish |

## Geschichte

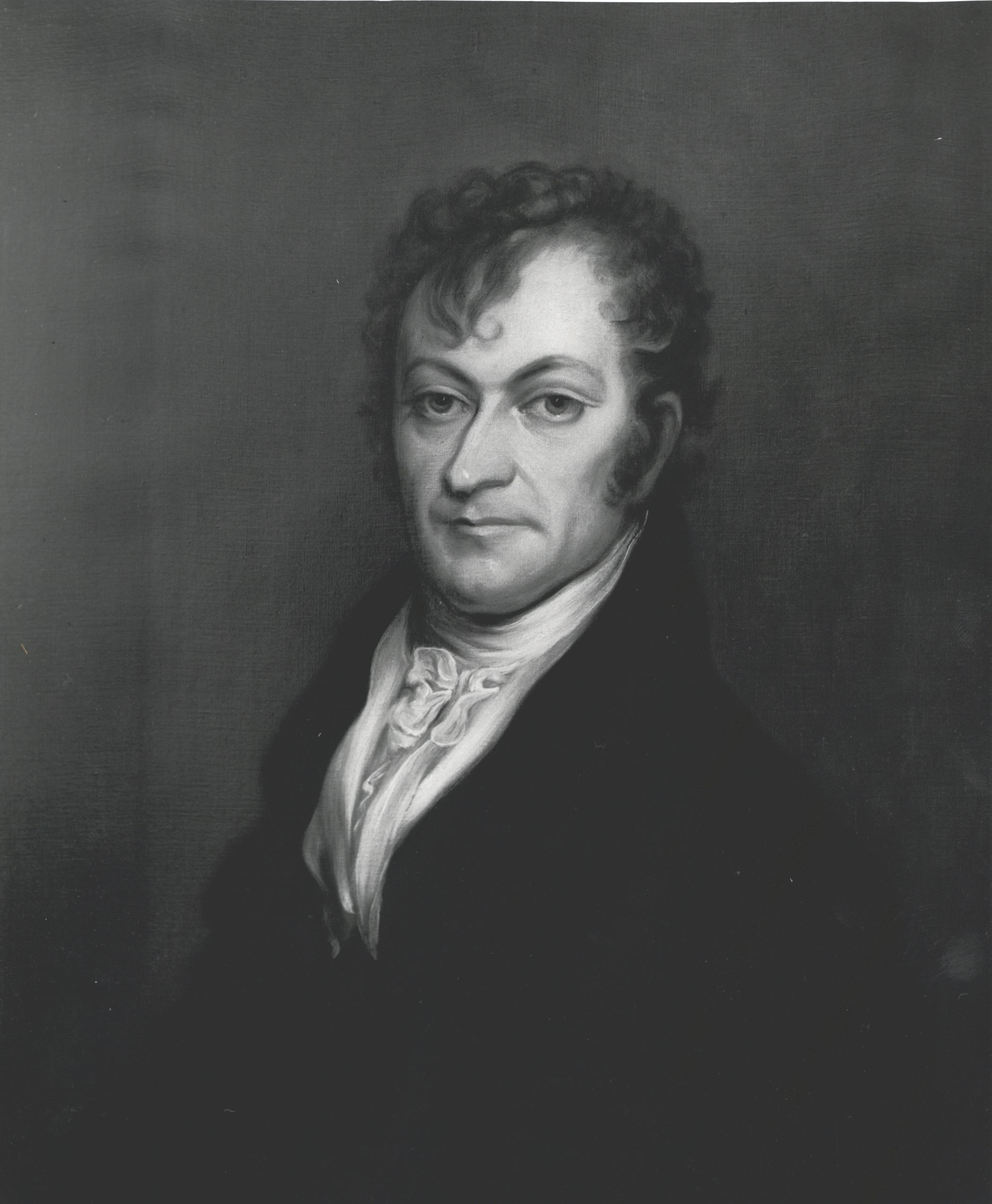
Edward Livingston

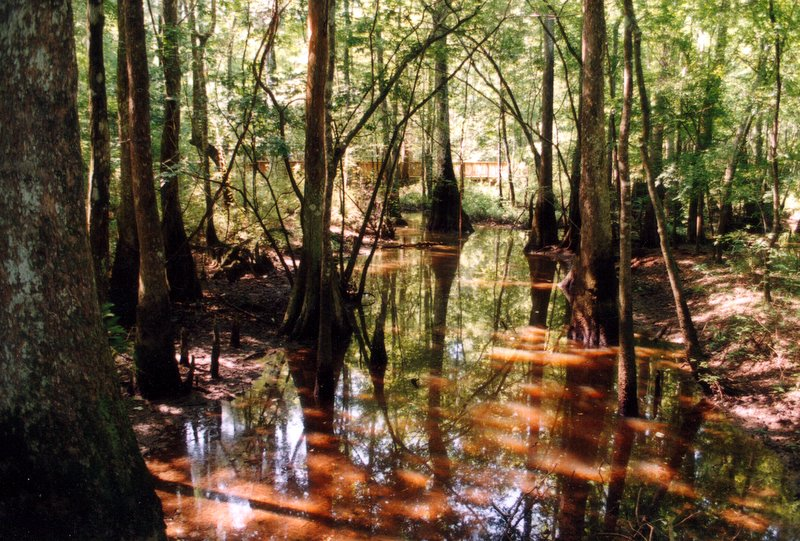
Sumpf im Tickfaw State Park

Das Livingston Parish wurde 1832 aus Teilen des St. Helena Parish gebildet. Benannt wurde es nach Edward Livingston (1764–1836), einem früheren Außenminister der Vereinigten Staaten.
Das Verwaltungszentrum befand sich ursprünglich im heute nicht mehr existierenden Ort Van Buren und wurde 1835 nach Springfield verlegt. 1871 wurde Port Vincent der Sitz der Perish-Verwaltung. Zehn Jahre später folgte ein weiterer Umzug, Centerville wurde nun der neue Parish-Seat. Im Jahre 1941 entschied man sich für den heutigen Sitz der Verwaltung in Livingston.
Zwölf Bauwerke und Stätten des Parish sind im National Register of Historic Places eingetragen (Stand 5. November 2017).

## Demografische Daten
Nach der Volkszählung im Jahr 2000 lebten im Livingston Parish 91.814 Menschen in 32.630 Haushalten und 25.549 Familien. Die Bevölkerungsdichte betrug 55 Einwohner pro Quadratkilometer. Ethnisch betrachtet setzte sich die Bevölkerung zusammen aus 94,35 Prozent Weißen, 4,22 Prozent Afroamerikanern, 0,36 Prozent amerikanischen Ureinwohnern, 0,18 Prozent Asiaten, 0,02 Prozent Bewohnern aus dem pazifischen Inselraum und 0,19 Prozent aus anderen ethnischen Gruppen; 0,68 Prozent stammten von zwei oder mehr Ethnien ab. 1,11 Prozent der Bevölkerung waren spanischer oder lateinamerikanischer Abstammung, die verschiedenen der genannten Gruppen angehörten.
Von den 32.630 Haushalten hatten 41,6 Prozent Kinder und Jugendliche unter 18 Jahre, die bei ihnen lebten. 63,1 Prozent waren verheiratete, zusammenlebende Paare, 10,7 Prozent waren allein erziehende Mütter, 21,7 Prozent waren keine Familien, 18,2 Prozent waren Singlehaushalte und in 6,5 Prozent lebten Menschen im Alter von 65 Jahren oder darüber. Die Durchschnittshaushaltsgröße betrug 2,80 und die durchschnittliche Familiengröße lag bei 3,17 Personen.
Auf das gesamte Parish bezogen setzte sich die Bevölkerung zusammen aus 29,5 Prozent Einwohnern unter 18 Jahren, 9,1 Prozent zwischen 18 und 24 Jahren, 31,5 Prozent zwischen 25 und 44 Jahren, 21,4 Prozent zwischen 45 und 64 Jahren und 8,5 Prozent waren 65 Jahre alt oder darüber. Das Durchschnittsalter betrug 33 Jahre. Auf 100 weibliche kamen statistisch 98,5 männliche Personen. Auf 100 Frauen im Alter von 18 Jahren oder darüber kamen 94,5 Männer.
Das jährliche Durchschnittseinkommen eines Haushalts betrug 38.887 USD, das Durchschnittseinkommen der Familien betrug 44.071 USD. Männer hatten ein Durchschnittseinkommen von 36.508 USD, Frauen 22.325 USD. Das Prokopfeinkommen betrug 16.282 USD. 9,1 Prozent der Familien 11,4 Prozent der Bevölkerung lebten unterhalb der Armutsgrenze. Davon waren 11,7 Prozent Kinder oder Jugendliche unter 18 Jahre und 15,8 Prozent waren Menschen über 65 Jahre.

## Orte im Parish

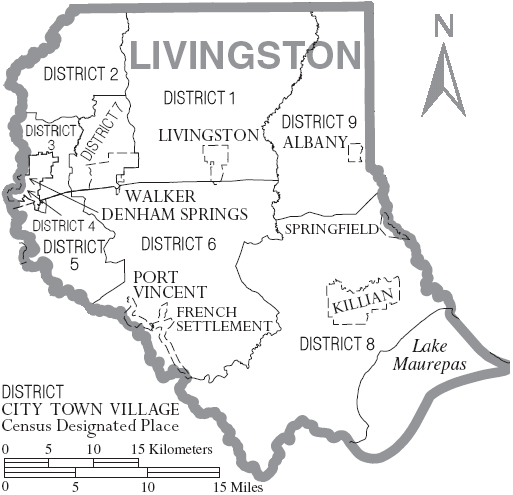
Karte des Livingston Parishes

- Albany
- Bayou Barbary
- Clio
- Corbin
- Coteau Bourgeois
- Denham Springs
- Denson
- Doyle
- French Settlement
- Frost
- Georgeville
- Head of Island
- Holden
- Horse Bluff Landing
- Killian
- Livingston
- Lockhart
- Magnolia
- Magnolia Landing
- Maurepas
- Oldfield
- Port Vincent
- Satsuma
- Springfield
- Springville
- Starns
- Union Landing
- Verdun
- Walker
- Warsaw Landing
- Watson
- Weiss
- Whitehall